# Gunnar Rexius
Gunnar Rexius, född 27 februari 1886 i Göteborg, död där 16 augusti 1918, var en svensk författare inom statsvetenskap, tjänsteförrättande professor skytteanus och universitetslärare.

## Biografi

### Tidiga år
Rexius föddes som son till domprosten i Gustavi Domkyrkoförsamling, Josef Natanael Rexius, född 1852 i Göteborg, död där 1929 och Agnes Mathilda, född Heüman 1861 i Morlanda socken, död 1935 i Göteborg.

### Utbildning och yrkesverksamhet
Gunnar Rexius blev student 1903 samt filosofie kandidat vid Göteborgs högskola 1907, inskrevs samma år vid Uppsala universitet och avlade där filosofie licentiatexamen 1910. Han disputerade för filosofie doktorsgrad 1911 och förordnades samma år till docent i statskunskap. Han blev filosofie doktor 1912. Läsåret 1915–1916 uppehöll Rexius den skytteanska professuren. Han konkurrerade med andra sökande om då denna professur skulle återbesättas 1915, men fick inte platsen. Han sökte också till professurerna i statskunskap i Lund samma år och i Göteborg 1916, men inte heller här fick han platsen. Istället erbjöds han en liknande professur vid Åbo nyupprättade akademi, en plats som han dock aldrig tillträdde eftersom han på grund av sjukdom kom att ta sitt eget liv.  

## Vetenskaplig gärning
Rexius vetenskapliga produktion, tillkommen under en tid av cirka sju år, ansågs såväl kvalitativt som kvantitativt betydande. Bland hans skrifter kan nämnas Benjamin Höijers politiska åskådning (i "Statsvetenskaplig tidskr."  1910), Studien zur staatslehre der historischen zchule (i "Historische zeitschrift", 1911), Stahls lära om den konstitutionella staten (gradualavhandling 1911), Det svenska tvåkammarsystemets tillkomst och karaktär. Med särskild hänsyn till principernas grundläggning 1840-41 (1915), Geijers "affall". Anteckningar (s. å.), Presidentmaktens renässans i Förenta staterna (1916), Studier i Frankrikes författningsproblem (1917) och Studier rörande striden om finansmakten under Karl XIV Johan (s. å.). 
Under studieåren i Göteborg hade Rexius inspirerats av Vitalis Norström, och i Uppsala kom hans intresse, under förmedling av hans lärare i statskunskap, Simon Boëthius, att till en början inriktas på statsteoriernas historia. Flera av hans skrifter rör sig på detta område, och över huvud präglas hans författarskap av ett utpräglat idépolitiskt drag. I sina senare arbeten sysslade Rexius företrädesvis med de centrala problemen i modernt statsliv. Hans bok om tvåkammarsystemet, där han belyste den svenska representationsreformens utveckling,ansågs i samtiden vara ett mycket viktigt bidrag till den dåtida svenska statsvetenskapliga litteraturen. I sin andra avhandling skrev han om politisk maktfördelning, en fråga som han analyserade i flera undersökningar.
Rexius är begravd på Östra kyrkogården i Göteborg.